# هادی حیدری
هادی حیدری (زادهٔ دی ۱۳۵۶، تهران) روزنامه‌نگار، نقاش و کارتونیست مطبوعاتی است.

## زندگی شخصی
او در روز ۷ دی ۱۳۵۶ هجری شمسی در تهران به دنیا آمد. وی پس از اخذ دیپلم در رشته ادبیات و علوم انسانی از دبیرستان فرهنگ با رتبه ۱۱ در رشته نقاشی پذیرفته و وارد دانشگاه شد.

## فعالیت مطبوعاتی
از دوران دبستان به مقولهٔ هنر علاقه‌مند شد و کلاس اول راهنمایی بود که با دیدن مجله طنز و کاریکاتور در دست یکی از همکلاسی‌هایش، با هنر کاریکاتور آشنا شد. از این تاریخ بود که تلاش کرد با ارسال آثارش به نشریات تخصصی این حوزه فعالیت خود را شروع کند. سرانجام در سال ۱۳۷۳ بعد از چند مرحله ارسال کارهایش به مجله گل آقا به مدیریت کیومرث صابری فومنی از طرف این مؤسسه دعوت به همکاری شد و از همان سال فعالیت مطبوعاتی خود را آغاز کرد.
تا اوایل سال ۱۳۷۷ در گل آقا بود و همزمان به کار در نشریات دیگر نیز ادامه می‌داد و در همین سال رتبه دوم کاریکاتور را در دومین جشنواره نشریات دانشجویی کسب کرد. در پی گسترش فضای مطبوعاتی و آزادی رسانه‌ها در دوران ریاست جمهوری سیدمحمد خاتمی وارد فعالیت در روزنامه‌های آن زمان شد و در این دوره به عنوان کاریکاتوریست با روزنامه‌هایی چون جامعه، نشاط، عصر آزادگان، آفتاب امروز، یاس نو و هفته‌نامه عصر ما همکاری کرد. او در سال‌های بعد به عنوان مدیر هنری و دبیر طرح و کاریکاتور روزنامه‌های مشارکت (۱۳۷۸)، نوروز (۱۳۸۰–۱۳۷۹)، وقایع اتفاقیه (۱۳۸۲)، اقبال (۱۳۸۴–۱۳۸۳)، اعتماد ملی (۱۳۸۸–۱۳۸۴)، بهار (۱۳۸۹–۱۳۸۸) و پول (۱۳۸۹–۱۳۸۸) به فعالیت مطبوعاتی خود ادامه داد. حیدری در فاصلهٔ سال‌های ۱۳۸۸ تا ۱۳۸۹ در مقام سردبیر مجلهٔ کمیک استریپ «جدید» را مدیریت کرد و از سال ۱۳۸۹ بدین سو به عنوان دبیر سرویس طرح و کاریکاتور روزنامه شرق مشغول به کار بوده‌است.
حیدری در سال ۱۳۸۲ کاریکاتوری از سیدمحمد خاتمی رئیس‌جمهوری وقت کشید و آن را در جریان مراسم روز جوان در تالار حافظیه کاخ سعدآباد به او هدیه داد. پس از انقلاب ۱۳۵۷ این نخستین بار بود که کاریکاتور یک روحانی در مراسمی رسمی به نمایش درمی‌آمد.
او همچنین داور بخش کاریکاتور یازدهمین جشنواره مطبوعات ایران، داور بخش کاریکاتور دوازدهمین جشنواره مطبوعات ایران، و داور بخش کاریکاتور سومین جشنواره مطبوعات شهری، داور بخش کاریکاتور سومین جشنواره نشریات دانشجوئی، ششمین و هفتمین جشن تصویر سال و عضو فدراسیون بین‌المللی روزنامه‌نگاران (آی اف جی) بوده‌است.
هادی حیدری در سال ۱۳۹۲، برنده ششمین جایزه روزنامه‌نگاری «امید» از طرف بنیاد دکتر مهدی سمسار شد.
حیدری در عرصهٔ وب هم ازجمله چهره‌های فعال است. او در سال ۱۳۸۲ وب‌سایت شخصی خود را با نام «هادی‌تونز» راه‌اندازی کرد. سایتی که به فاصلهٔ کوتاهی از آغاز فعالیت، به یکی از مهم‌ترین وب‌سایت‌های فارسی‌زبان در زمینهٔ کارتون تبدیل شد.
هادی‌تونز به فعالیت در عرصهٔ وب ادامه داد و بعدها با پیوستن سه کارتونیست دیگر به نام‌های یحیی تدین، حسن کریم‌زاده و کیوان زرگری به شکل‌گیری حلقه و وب‌سایت «پرشین کارتون» منجر شد. این وب‌سایت بعد از بازداشت دوم هادی حیدری در پاییز ۱۳۸۹، توسط نیروهای امنیتی از دسترس خارج شد.
هادی حیدری پس از دستگیری و بازداشت در دفتر روزنامه شهروند، در تاریخ ۲۵ آبان ۱۳۹۴، برای گذراندن دوران محکومیت به مدت یک سال به زندان اوین منتقل شد. اتهام وی، «تبلیغ علیه نظام از طریق انتشار کارتون و کاریکاتور در مطبوعات»، ذکر شده‌است.
وی، سرانجام پس از گذراندن ۶ ماه از دوران محکومیت در تاریخ ۷ اردیبهشت ۱۳۹۵ از زندان اوین آزاد شد.

## کتاب
- ادبیات کاریکاتور ایران در عصر اصلاحات، نشر روزنه ۱۳۸۳
- مجموعه کارتون‌ها و کاریکاتورهای هادی حیدری، نشر نظر ۱۳۹۳
- زندانی بند هشت: مجموعه کارتون‌ها و کاریکاتورهای هادی حیدری در زندان، نشر نظر ۱۳۹۵[۳]

## کارنامه هنری
| نشریه                 | فعالیت                                 |
| --------------------- | -------------------------------------- |
| مجله گل‌آقا            | کارتونیست                              |
| روزنامه جامعه         | کارتونیست                              |
| روزنامه نشاط          | کارتونیست                              |
| روزنامه عصر آزادگان   | کارتونیست                              |
| روزنامه آفتاب امروز   | کارتونیست                              |
| روزنامه یاس نو        | کارتونیست                              |
| هفته‌نامه عصر ما       | کارتونیست                              |
| روزنامه مشارکت        | مدیر هنری و دبیر طرح و کاریکاتور       |
| روزنامه نوروز         | کارتونیست                              |
| روزنامه وقایع اتفاقیه | کارتونیست                              |
| روزنامه اقبال         | کارتونیست                              |
| روزنامه اعتماد ملی    | کارتونیست                              |
| روزنامه بهار          | کارتونیست                              |
| روزنامه پول           | کارتونیست                              |
| روزنامه شرق           | کارتونیست                              |
| مجله خط خطی           | معاون سردبیر (از سال ۱۳۹۰ تا سال ۱۳۹۴) |
| روزنامه شهروند        | مدیر هنری و دبیر طنز و کاریکاتور       |
| مجله کمیک‌استریپ جدید  | سردبیر                                 |

## چشم‌بندان
کاریکاتور چشم‌بندان از او سبب توقیف چهارم روزنامه شرق شد. در این کاریکاتور افرادی در یک صف ایستاده و برای یکدیگر چشمبند می‌بندند. اصولگرایان ایران آن را توهین به اقدام رزمندگان ایران قلمداد کرده‌اند که در زمان جنگ ایران و عراق سربند یکدیگر را می‌بستند. هادی حیدری در گفتگویی گفته‌است: «منظور من از کشیدن این کاریکاتور به هیچ وجه پیامی نبوده که نمایندگان مجلس برداشت کرده‌اند. من می‌خواستم جهل را از طریق کشیدن افرادی که در روز روشن چشم‌بند به صورت خود می‌گذارند نشان دهم.» او با اشاره به شاخصه‌هایی که در یک تصویر باید نشان دهندهٔ یک رزمنده باشد، گفت: «کاریکاتور من هیچ‌کدام از شاخصه‌های رزمندگان دوران جنگ را ندارد. رزمنده یونیفرم و لباس خاصی دارد و باید در لوکیشن خاصی قرار بگیرد.»
با وجود این توضیحات علاوه بر توقیف روزنامه، هادی حیدری نیز به همراه مدیرمسئول شرق برای ادای توضیحات به دادسرای فرهنگ و رسانه احضار شد. در پی این واقعه بسیاری از چهره‌های فرهنگی و گروه‌های مختلف اجتماعی ازجمله ۲۵ خانواده شهید و رزمنده دوران دفاع مقدس و ۱۶۰ روزنامه‌نگار در بیانیه‌هایی جداگانه ضمن رد اتهام توهین به رزمندگان و دفاع مقدس در کارتون چشم‌بندان، به پشتیبانی از او پرداختند. جز این‌ها ۵۰ طنزنویس و کاریکاتوریست نیز برداشت توهین از این کاریکاتور را یک سوءتفاهم جدی دانستند.
سرانجام یکشنبه سوم دی‌ماه ۹۱ هیئت منصفه دادگاه مطبوعات روزنامه شرق را از اتهام توهین به رزمندگان از طریق چاپ کارتون چشم‌بندان تبرئه کرد. ۶ روز بعد با تأیید این نظر از سوی قاضی مدیرخراسانی، رئیس شعبهٔ ۷۶ دادگاه کیفری استان تهران، روزنامه شرق رفع توقیف شد و از یازدهم دی‌ماه ۱۳۹۱ انتشار دوبارهٔ خود را از سر گرفت.